# Абди Абдиков
Абди Абдиков е български футболист, вратар. Дълги години играе за ФК Пирин (Гоце Делчев), където започва като юноша.

## Биография
Роден на 9 март 1983 г. в град Гоце Делчев. Юноша е на местния клуб „Пирин“ (Гоце Делчев). Играл е също за ФК „Севлиево“, ФК „Септември“ (Симитли), ФК „Пирин“ (Разлог) и редица кипърски отбори.
През 2013 г. получава червен картон по време на мач с „Черно море“, след като удря съотборинка си Атанас Фиданин; случаят обикаля световните медии.